# North Shore Country Club
De North Shore Country Club is een countryclub in de Verenigde Staten. De club werd opgericht in 1924 en bevindt zich in Glenview, Illinois. De club beschikt over een 18-holes golfbaan en werd ontworpen door de golfbaanarchitect C. H. Alison.

## Golftoernooien
Het eerste golftoernooi dat de club ontving was het Western Open, in 1928. Het eerste major dat de club ontving was het US Open, in 1933.
De lengte van de baan voor de heren is 6429 met een par van 72. De course rating is 74,7 en de slope rating is 135.
- Western Open: 1928[1]
- US Open: 1932[4]
- US Amateur: 1939 & 1983[1]

## Trivia
Naast een golfbaan beschikt de club ook over een zwembad, squashbanen en tennisbanen.